# Countryside (Illinois)
Countryside – miasto w Stanach Zjednoczonych, w stanie Illinois, w hrabstwie Cook.